# Спелеология

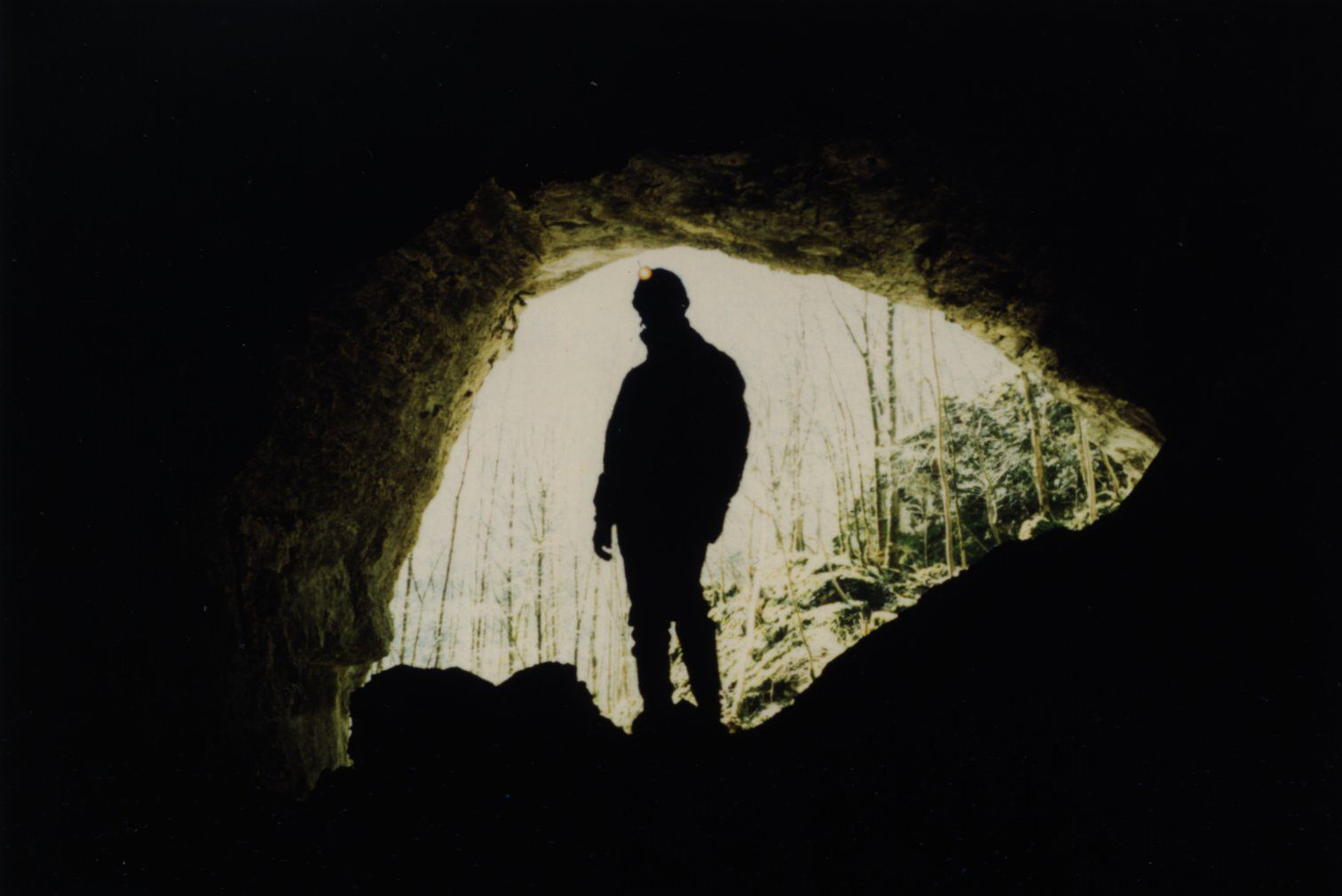
Пещера в Швейцарии

Спелеоло́гия (греч. σπήλαιον — «пещера», λόγος — «знание») — наука, занимающаяся всесторонним исследованием природных подземных пространств (пещер), их происхождения, эволюции, возраста, морфологии, минералов, состава и миграции подземных вод, вмещающих пород, органического мира (подземных экосистем), остатков древней материальной культуры, а также вопросов современного практического использования пещер. Является разделом науки о Земле, а именно карстоведения; находится на стыке физической географии, гидрогеологии, минералогии. Термин введён французским археологом Эмилем Ривьером в 1890 году.

## История спелеологии
Австрийский спелеолог X. Триммель, рассматривая историю становления науки о пещерах, выделяет 4 периода:
1. Барокко (XVI—XVII вв.).
2. Просвещения (XVIII в.).
3. Романтики (XIX в.).
4. Классический (конец XIX — начало XX веков).

К концу третьего, романтического периода в мире было известно несколько тысяч небольших, в основном легкодоступных пещер. Выяснилось, что пещеры представляют интерес для многих наук, а территории, где они развиты, обладают рядом особенностей, затрудняющих их хозяйственное освоение. Первые отчаянные попытки более глубокого проникновения в подземный мир показали, что человек знает только его «прихожую». Все это способствовало переходу к четвёртому периоду, который историки науки связывают с именем Э. А. Мартеля.
В 1879 году в Вене было образовано «Объединение исследователей пещер» (Verein fűr Hohlenkunde), которое ставило перед собой задачи изучения пещер, расширения знаний о них, а также взаимодействие друг с другом академической науки, групп исследователей и организаций, организующих экскурсии. Ключевую роль в его создании сыграл Франц Краус, в том же 1879 году опубликовавший первую в истории печатную работу, посвящённую спелеологии. В 1884 году в Триесте в рамках Немецко-Австрийского сообщества альпинистов было образовано пещерное отделение, и начало исследование Шкоцьянской пещеры. В 1889 году возникли пещерное объединение «Антрон» (Постойна) и Швабский Пещерный Союз (Мюнхен), в 1892 году — английское и итальянское общества исследователей пещер.
В 1890 году наука о пещерах получила имя. Э. Ривьер предложил термин «спелеология» (греч. σπήλαιον — «пещера»), а в 1892 году М. де Нуссак использовал более краткую форму — «спеология», которую до сих пор применяют некоторые биоспелеологи. После выступления Э. Мартеля 4 августа 1893 года на XII Конгрессе французской ассоциации поддержки научных исследований термин «спелеология» получил всеобщее признание. В 1895 году в Париже было основано «Спелеологическое общество Франции», деятельность которого на протяжении более 40 лет ассоциировалась с именем Э. А. Мартеля. Э. А. Мартель считается основателем спелеологии как науки. Активная исследовательская, научная и общественная деятельность Э. А. Мартеля вызвала повышенный интерес к изучению пещер во всём мире. В конце XIX — начале XX веков спелеологические общества, группы и клубы возникают в десятках стран Европы и Америки. Энтузиасты-спелеологи, число которых неуклонно растёт, открывают тысячи новых пещер.
Вторая половина XX века стала эпохой великих спелеологических открытий. Большую роль в них сыграло развитие и совершенствование технических средств, тактики преодоления различных препятствий, специального снаряжения, средств связи и жизнеобеспечения при многосуточных экспедициях. Не последнюю роль сыграли и организационные достижения, спелеологические союзы и объединения возникли более чем в 100 странах мира, с 1953 года регулярно проводится Международный спелеологический конгресс, в 1965 году был создан Международный союз спелеологов (UIS — Union Internationale de Spéléologie), издаётся научный журнал «международный журнал спелеологии». Рост спелеологических открытий сопровождался не менее бурным ростом количества научных публикаций, в которых описывались результаты исследований, делались региональные и теоретические обобщения. Коллективные действия спелеологов всех континентов привели к пониманию единства подземного мира, его неделимости государственными границами, высокой экологической ранимости. Пещеры обладают способностью накапливать и сохранять разнообразную информацию о природных условиях прошлого. Как заметил чешский археолог К. Скленарж, пещеры — «окаменелая память» человечества. Воспользоваться этими сведениями, прочитать каменную летопись, сохранить её для потомков могут только люди, непосредственно работающие под землёй, то есть спелеологи.

## Изучение пещер в России
Первое упоминание о карстовых явлениях в России содержится в книге арабского путешественника Ахмеда Ибн-Фадлана о его путешествии на Волгу в 921-922 годах. Описывая территорию волжских булгар, он отмечает «бездонные» озера: «…А это 3 озера, из которых 2 больших и 1 маленькое. Однако из всех их нет ни одного, дно которого было бы достижимо». Эти озёра округлой формы известны под названием «Чистое», «Курышевское» и «Атаманское». Они находятся в окрестностях села Три Озера (Татарстан) и могут быть отнесены к провальным котловинам сложного генезиса. Письменное высказывание Ибн-Фадлана о «бездонных» озёрах значительно опережает по времени подстрочное примечание неизвестного редактора к «Книге Большого чертежа», которое Г. А. Максимовичем датируется 1689 годом. Это второе письменное упоминание карста в нашей стране и первое упоминание так называемых «ледяных пещер».
В 1720 году В. Н. Татищев, посещая окрестности горы Кунгур указал, что пещеры являются результатом «разведения» (растворения) и обваливания пород. В 1732 году И. Г. Гмелин побывал в Кунгурской пещере и составил её план. Большой вклад в формирование знаний о подземном мире внёс М. В. Ломоносов. Он доказал, что пещеры имеют физико-химическую природу, объяснил образование «накипей» на стенах пещер осаждением кальцита из водного раствора, предложил русские эквиваленты латинских терминов «сталактит» и «сталагмит» («капь верхняя» и «капь нижняя»), обосновал причины движения воздуха под землёй и образование пещерного льда. В конце XVIII века в разные районы Российской империи отправились организованные по проекту М. В. Ломоносова академические экспедиции. В трудах И. И. Лепёхина, Н. П. Рычкова, П. С. Палласа приводятся сведения о многих поволжских (Борнуковская), уральских (Дивья, Капова), кавказских (Провал), крымских (Большой Бузлук), алтайских (Водяная, на реке Чарыш) пещерах.
В XIX веке с открытием большого количество университетов в России, активизируются исследования пещер. Однако они, как правило, носят прикладной характер. Более основательное изучение пещер началось в 30-е годы XX века.
Рождение и расцвет спелеологического движения в СССР с 1960-х годов связано с организационной и научной деятельностью Виктора Николаевича Дублянского, научного сотрудника Института Минеральных ресурсов Министерства геологии УССР и энтузиаста спелеологии.
Современные российские спелеологи известны исследованиями глубочайщих пещер мира, расположенных в Абхазии и на  западном Кавказе. Пещеры Крубера-Воронья, им. Верёвкина и Снежная исследуются российскими командами.
В декабре 2016 года учреждена Всероссийская общественная организация Российский союз спелеологов.

## Снаряжение спелеологов
- Устройства для спуска (ФСУ, БСУ типа stop, решетка, бобина)
- Устройства для подъёма (жумар, педаль + кроль)
- Самостраховочные усы
- Страховочная система (беседка)
- Центральное соединительное звено (рапид)
- Верхняя обвязка-поддержка кроля (шлейка)
- Каска
- Свет (фонарь)
- Комбинезон
- Изотермик